# آن حلقه کوچک طلا
آن حلقه کوچک طلا (انگلیسی: That Little Band of Gold) یک فیلم کوتاه کمدی به کارگردانی و بازیگری راسکو آرباکل است که در سال ۱۹۱۵ منتشر شد.

## گزیدهٔ بازیگران
- راسکو آرباکل
- میبل نورماند
- فورد استرلینگ
- آلیس دونپورت
- فیلیس آلن
- چارلز آرلینگ
- دان بارکلی
- گلن کاوندر
- چارلی چیس
- ادوارد اف. کلاین
- مینتا دارفی
- ویوین ادواردز
- می اموری
- فرانک هیز
- ادگار کندی
- هنک من
- هری مک‌کوی
- ال سنت جان
- اسلیم سامرویل
- مک سوین